# Fluvanna (Texas)
Fluvanna statisztikai település az Amerikai Egyesült Államok Texas államában, Scurry megyében. Lakosainak száma 78 fő (2020. április 1.).

## Népesség
A település népességének változása:

| 2020 | 78 |